# Circus Tavern

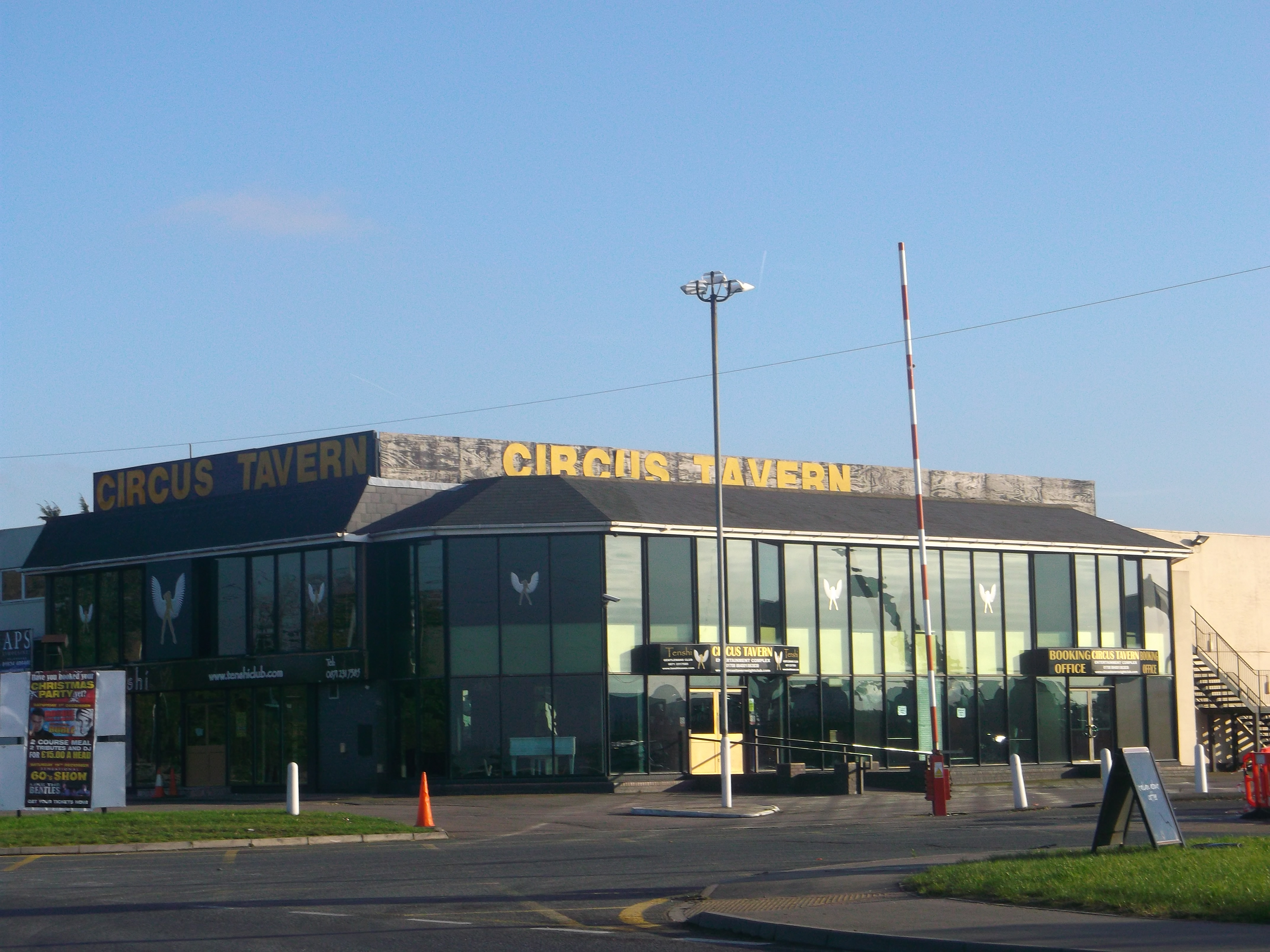
Circus Tavern (2012)

Die Circus Tavern ist eine Veranstaltungshalle (englisch entertainment complex) in der englischen Ortschaft Purfleet, Essex. Bekannt wurde sie als Austragungsort der PDC-Weltmeisterschaft im Darts, die dort zwischen 1994 und 2007 stattfand. Eben weil sie früherer Austragungsort der PDC-Weltmeisterschaft war, entschied man sich für die Circus Tavern als Spielort der World Seniors Darts Championships, die hier seit 2022 ausgetragen werden.

## Geschichte
Die Circus Tavern wurde im Jahr 1974 eröffnet und dient seither der Austragung von Sportveranstaltungen, Kabarettshows und privaten Veranstaltungen. Sie hat ein Fassungsvermögen von 1100 Sitzplätzen.
Folgende Dartsturniere wurden in der Circus Tavern ausgetragen:
- 1994 bis 2007: PDC World Darts Championships[2]
- 29. Juni 1997: The Battle of the Champions
- 21. November 2004: The Showdown
- 30. Mai 2008: League of Legends, 1. Spieltag
- 2009, 2010: Players Championship Finals[3]
- 2019: BDO World Masters[4]
- seit 2022: World Seniors Darts Championship